# Enrico Perucconi
Enrico Perucconi (* 4. Januar 1925 in Morazzone; † 15. Juli 2020 in Morazzone) war ein italienischer Leichtathlet.
Bei den Olympischen Spielen 1948 in London gewann Perucconi gemeinsam mit Michele Tito, Carlo Monti und Antonio Siddi die Bronzemedaille in der 4-mal-100-Meter-Staffel hinter der US-amerikanischen und der britischen Mannschaft.